# Villas de la Ventosa
Villas de la Ventosa – gmina w Hiszpanii, w prowincji Cuenca, w Kastylii-La Mancha, o powierzchni 145,11 km². W 2011 roku gmina liczyła 298 mieszkańców.